# دومتار
دومتار (انگلیسی: Domtar) شرکت کاغذ آمریکایی است، که در سال ۱۸۴۸ تأسیس شد.